# بانک اطلاعات فیلم‌های چک و اسلواکی
بانک اطلاعات فیلم‌های چک و اسلواکی (چکی: Česko-Slovenská filmová databáze؛ ‏اسلواکی: Česko-Slovenská filmová databáza) یا به اختصار «ČSFD» یک درگاه وب و پایگاه داده آنلاین به زبان چکی دربارهٔ فیلم، سریال‌ها و برنامه‌های تلویزیونی چک و اسلواکی و همچنین آثار خارجی است. این بانک اطلاعاتی در عین حال همچون یک شبکه اجتماعی برای طرفداران فیلم عمل می‌کند که مشارکت‌های خود را - عمدتاً رتبه‌بندی فیلم‌ها و نقدها - در آن ثبت می‌کنند. این پایگاه داده توسط «گروه رسانه‌ای پومو» اداره می‌شود. بانک اطلاعات فیلم چک و اسلواکی در سال ۲۰۰۱ توسط «مارتین پوموتی» تأسیس شد. از زمان برپایی، سِرور و شکل این وبسایت در مجموع ۵ بار تغییر کرده که آخرین بار در پایان سال ۲۰۲۰ بود. از سال ۲۰۲۰، یک دامنه اینترنتی دیگر نیز به زبان اسلواکی در دسترس است.
این وبگاه اغلب در رویدادها و جشنواره‌های فیلم حضور رسانه‌ای دارد و یکی از حامیان مالی آنهاست و همچنین همکاری نزدیکی با سینماها، توزیع کنندگان دی‌وی‌دی و وی‌اودی دارد. در سال ۲۰۱۱، این پایگاه داده چهارمین وبگاه محبوب و پربازدید پس از گوگل، سزنم و iDNES بود.